# Mistrovství světa ve florbale žen 2009
Mistrovství světa ve florbale žen 2009 bylo 7. ročníkem mistrovství světa žen. Konalo se ve Švédsku, ve městě Västerås, od 5. do 12. prosince 2009. Všechny zápasy se odehrály v halách Bombardier Arena a ABB Arena.
Mistrovský titul získalo podruhé v řadě a počtvrté celkem Švédsko. Česko skončilo na čtvrtém místě. Byla to první účast žen v semifinále mistrovství světa.
Poprvé se hrálo v prosincovém termínu. Bylo to první mistrovství žen, před kterým se hrála kvalifikace.

## Divize
Hrálo 20 týmů rozdělených do dvou divizí:
- Divize A: skupiny A a B, 1.–10. místo
- Divize B: skupiny C a D, 11.–20. místo

## Základní část

### Skupina A
| Poř. | Tým      | Z | V | R | P | VG | IG | +/- | B |
| ---- | -------- | - | - | - | - | -- | -- | --- | - |
| 1.   | Švédsko  | 4 | 4 | 0 | 0 | 61 | 8  | +53 | 8 |
| 2.   | Česko    | 4 | 3 | 0 | 1 | 26 | 16 | +10 | 6 |
| 3.   | Lotyšsko | 4 | 1 | 1 | 2 | 21 | 22 | -1  | 3 |
| 4.   | Norsko   | 4 | 1 | 1 | 2 | 23 | 28 | -5  | 3 |
| 5.   | USA      | 4 | 0 | 0 | 4 | 10 | 69 | -59 | 0 |

| 5. prosince 2009 17:15 | Švédsko | 17 : 3 | Norsko |  |  |

| 5. prosince 2009 20:00 | Česko | 12 : 3 | USA |  |  |

| 6. prosince 2009 16:30 | USA | 1 : 28 | Švédsko |  |  |

| 6. prosince 2009 19:15 | Lotyšsko | 5 : 7 | Česko |  |  |

| 7. prosince 2009 16:30 | Norsko | 2 : 2 | Lotyšsko |  |  |

| 7. prosince 2009 19:15 | Česko | 1 : 6 | Švédsko |  |  |

| 8. prosince 2009 11:00 | Lotyšsko | 13 : 3 | USA |  |  |

| 8. prosince 2009 16:30 | Norsko | 2 : 6 | Česko |  |  |

| 9. prosince 2009 16:30 | USA | 3 : 16 | Norsko |  |  |

| 9. prosince 2009 19:15 | Švédsko | 10 : 1 | Lotyšsko |  |  |

### Skupina B
| Poř. | Tým       | Z | V | R | P | VG | IG | +/- | B |
| ---- | --------- | - | - | - | - | -- | -- | --- | - |
| 1.   | Švýcarsko | 4 | 4 | 0 | 0 | 37 | 7  | +30 | 8 |
| 2.   | Finsko    | 4 | 3 | 0 | 1 | 22 | 10 | +12 | 6 |
| 3.   | Rusko     | 4 | 2 | 0 | 2 | 12 | 18 | +6  | 4 |
| 4.   | Polsko    | 4 | 1 | 0 | 3 | 10 | 20 | -10 | 2 |
| 5.   | Dánsko    | 4 | 0 | 0 | 4 | 9  | 35 | -26 | 0 |

| 5. prosince 2009 11:00 | Švýcarsko | 9 : 1 | Polsko |  |  |

| 5. prosince 2009 13:45 | Rusko | 1 : 7 | Finsko |  |  |

| 6. prosince 2009 11:00 | Dánsko | 3 : 15 | Švýcarsko |  |  |

| 6. prosince 2009 13:45 | Polsko | 1 : 2 | Rusko |  |  |

| 7. prosince 2009 11:00 | Finsko | 6 : 1 | Dánsko |  |  |

| 7. prosince 2009 13:45 | Švýcarsko | 8 : 0 | Rusko |  |  |

| 8. prosince 2009 13:45 | Dánsko | 3 : 5 | Polsko |  |  |

| 8. prosince 2009 19:15 | Finsko | 3 : 5 | Švýcarsko |  |  |

| 9. prosince 2009 11:00 | Rusko | 9 : 2 | Dánsko |  |  |

| 9. prosince 2009 13:45 | Polsko | 3 : 6 | Finsko |  |  |

## O medaile

### Pavouk
|  | Semifinále | Semifinále | Semifinále |  |  | Finále      | Finále      | Finále      |
|  |            |            |            |  |  |             |             |             |
|  | 1B         | Švýcarsko  | 5          |  |  |             |             |             |
|  | 2A         | Česko      | 1          |  |  |             |             |             |
|  |            |            |            |  |  |             | Švýcarsko   | 2           |
|  |            |            |            |  |  |             | Švédsko     | 6           |
|  | 1A         | Švédsko    | 10         |  |  |             |             |             |
|  | 2B         | Finsko     | 2          |  |  | Třetí místo | Třetí místo | Třetí místo |
|  |            |            |            |  |  |             | Česko       | 1           |
|  |            |            |            |  |  |             | Finsko      | 3           |

### Semifinále
| 11. prosince 2009 15:17 | Švýcarsko | 5 : 1 (2:0, 2:0, 1:1) | Česko | ABB Arena Nord, Västerås Návštěvnost: 1128 |  |

| Zpráva |

| 11. prosince 2009 18:17 | Švédsko | 10 : 2 (3:1, 2:0, 5:1) | Finsko | ABB Arena Nord, Västerås Návštěvnost: 1895 |  |

| Zpráva |

### O 3. místo
| 12. prosince 2009 12:00 | Česko | 1 : 3 (0:0, 0:1, 1:2) | Finsko | ABB Arena Nord, Västerås Návštěvnost: 2452 |  |

| Zpráva |

### Finále
| 12. prosince 2009 15:02 | Švýcarsko | 2 : 6 (0:1, 2:4, 0:1) | Švédsko | ABB Arena Nord, Västerås Návštěvnost: 4521 |  |

| Zpráva |

## O umístění

### O 9. místo
| 10. prosince 2009 19:00 | USA | 2 : 3 (0:1, 0:1, 2:1) | Dánsko | Bombardier Arena C, Västerås Návštěvnost: 61 |  |

| Zpráva |

### O 7. místo
| 10. prosince 2009 20:00 | Polsko | 5 : 6ts (1:3, 2:0, 2:2, 0:0) | Norsko | Bombardier Arena A, Västerås Návštěvnost: 201 |  |

| Zpráva |

### O 5. místo
| 10. prosince 2009 11:00 | Lotyšsko | 3 : 4pp (0:0, 2:1, 1:2, 0:1) | Rusko | Bombardier Arena A, Västerås Návštěvnost: 48 |  |

| Zpráva |

## Konečná tabulka
| Pořadí           | Tým       |
| ---------------- | --------- |
| Zlatá medaile    | Švédsko   |
| Stříbrná medaile | Švýcarsko |
| Bronzová medaile | Finsko    |
| 4.               | Česko     |
| 5.               | Rusko     |
| 6.               | Lotyšsko  |
| 7.               | Norsko    |
| 8.               | Polsko    |
| 9.               | Dánsko    |
| 10.              | USA       |

Prvních sedm týmů a  Austrálie jako vítěz Divize B se kvalifikovalo přímo na další Mistrovství v roce 2011.

## All Star tým
Brankářka –  Laura Tomatis 

Obrana –  Simone Berner,  Lisah Samuelsson 

Útok –  Karolina Widar,  Emelie Lindström,  Sara Kristoffersson

## Divize B
| Pořadí | Tým        |
| ------ | ---------- |
| 11.    | Austrálie  |
| 12.    | Maďarsko   |
| 13.    | Německo    |
| 14.    | Singapur   |
| 15.    | Estonsko   |
| 16.    | Nizozemsko |
| 17.    | Japonsko   |
| 18.    | Slovensko  |
| 19.    | Kanada     |
| 20.    | Itálie     |